# Boltigen
Boltigen é uma comuna da Suíça, no Cantão Berna, com cerca de 1.448 habitantes. Estende-se por uma área de 77,02 km², de densidade populacional de 19 hab/km². Confina com as seguintes comunas: Diemtigen, Jaun (FR), Oberwil im Simmental, Plaffeien (FR), Saanen, Zweisimmen.
A língua oficial nesta comuna é o Alemão.